# Ron Moody
Ronald 'Ron' Moody, geboren als Ronald Moodnick, (Londen, 8 januari 1924 – 11 juni 2015) was een Engels acteur. Hij werd in 1969 voor een Academy Award genomineerd voor zijn hoofdrol als Fagin in Oliver!, naar Charles Dickens' boek Oliver Twist. Enkele andere acteerprijzen werden hem hiervoor daadwerkelijk toegekend, waaronder een Golden Globe voor beste acteur in de categorie 'musical of komedie'.
Moody maakte in 1957 zijn filmdebuut als The Unicyclist in de tragikomedie Davy. Daarna speelde hij meer dan dertig andere filmrollen, meer dan veertig inclusief die in televisiefilms. Daarnaast werkte Moody mee aan verschillende televisieseries, zowel voor de camera als in de rol van stemacteur. Zo speelde hij in een aantal afleveringen van EastEnders en sprak hij de stemmen in van verschillende personages uit de animatieserie The Animals of Farthing Wood. Hij had eenmalige gastrollen in meer dan vijftien andere series, zoals Gunsmoke, Starsky and Hutch en Murder, She Wrote.
Moody trouwde in 1985 met Therese Blackbourn Moody, met wie hij zes kinderen kreeg. Hij bleef met haar samen tot aan zijn overlijden.

## Filmografie
*Exclusief 5+ televisiefilms
| - Moussaka & Chips (2005) - Lost Dogs (2005) - Paradise Grove (2003) - Revelation (2001) - Chopsticks (2001) - The 3 Kings (2000) - Quality Time (1996) - Take Pity (1996) - A Kid in King Arthur's Court (1995) - Emily's Ghost (1992) - How's Business (1991) - Astérix et le coup du menhir (1989, stem Engelstalige versie) - Where Is Parsifal? (1983) - Wrong Is Right (1982) - The Tragedy of Othello, the Moor of Venice (1981) - The Spaceman and King Arthur (1979) - Dominique (1978) - The Strange Case of the End of Civilization as We Know It (1977) | - Legend of the Werewolf (1975) - Dogpound Shuffle (1975) - Flight of the Doves (1971) - The Twelve Chairs (1970) - Oliver! (1968) - The Sandwich Man (1966) - San Ferry Ann (1965) - Every Day's a Holiday (1965) - Murder Most Foul (1964) - Ladies Who Do (1963) - The Mouse on the Moon (1963) - Summer Holiday (1963) - A Pair of Briefs (1962) - Five Golden Hours (1961) - Make Mine Mink (1960) - Follow a Star (1959) - Davy (1957) |

## Televisieseries
*Exclusief eenmalige gastrollen
- EastEnders - Edwin (2003, vijf afleveringen)
- The Animals of Farthing Wood - Toad, Rollo en Bully (1993-1995, 39 afleveringen - stemmen)
- Tales of the Gold Monkey - Bon Chance Louie (1982, twee afleveringen)
- Into the Labyrinth - Rothgo (1981, veertien afleveringen)
- Nobody's Perfect - Det. Insp. Roger Hart (1980, acht afleveringen)
- Midnight Is a Place - Gudgeon (1977, vier afleveringen)

- Bibsys: 2125237
- Biblioteca Nacional de España: XX1306480
- Bibliothèque nationale de France: cb138976632 (data)
- Gemeinsame Normdatei: 131724010
- International Standard Name Identifier: 0000 0001 1547 3781
- Library of Congress Control Number: n82056855
- MusicBrainz: e69c820a-cc34-46f2-a117-f7125b7dc6da
- Nationale Bibliotheek van Tsjechië: xx0153421
- Nationale Bibliotheek van Israël: 987007270867805171
- Nederlandse Thesaurus van Auteursnamen: 072251107
- SNAC: w62z186g
- Système universitaire de documentation: 119407418
- Virtual International Authority File: 40515935
- WorldCat: E39PBJk8XBjCQmX6FWwBdjXTpP